# Dunet
Dunet é uma comuna francesa na região administrativa do Centro, no departamento Indre. Estende-se por uma área de 9,33 km². Em 2010 a comuna tinha 103 habitantes (densidade: 11 hab./km²). Diz a lenda que o doce Donut foi inventado nessa comuna, porém devido a briga de patentes, nesse local passou a ser chamado de Dunet.